# فرانكو أرييل سوسا
فرانكو أرييل سوسا (بالإسبانية: Franco Ariel Sosa)‏ هو لاعب كرة قدم أوروغواياني في مركز الوسط، ولد في 12 أغسطس 1983 في تاكواريمبو ‏ في الأوروغواي. لعب مع ديبورتيفو بيتابا ونادي ماراثون ونادي ميلغار أريكيبا.

## وصلات خارجية
- فرانكو أرييل سوسا على موقع قاعدة بيانات كرة القدم.إي يو (الإنجليزية)
- فرانكو أرييل سوسا على موقع Soccerway.com (الإنجليزية)